# CMP-N-acilneuraminatna fosfodiestaraza
CMP--acilneuraminatna fosfodiestaraza (EC 3.1.4.40, CMP-sijalatna hidrolaza, CMP-sijalinsko kiselinska hidrolaza, CMP-N-acilneuraminisko kiselinska hidrolaza, citidin monofosfosijalinska hidrolaza, citidin monofosfosijalatna hidrolaza, citidin monofosfat-N-acetilneuraminsko kiselinska hidrolaza, CMP-N-acetilneuraminatna hidrolaza) je enzim sa sistematskim imenom CMP-N-acilneuraminat N-acilneuraminohidrolaza. Ovaj enzim katalizuje sledeću hemijsku reakciju
CMP--acilneuraminat + H2O {\displaystyle \rightleftharpoons } CMP + N-acilneuraminat

## Literatura
- Nicholas C. Price; Lewis Stevens (1999). Fundamentals of Enzymology: The Cell and Molecular Biology of Catalytic Proteins (Third изд.). USA: Oxford University Press. ISBN 019850229X.
- Eric J. Toone (2006). Advances in Enzymology and Related Areas of Molecular Biology, Protein Evolution (Volume 75 изд.). Wiley-Interscience. ISBN 0471205036.
- Branden C; Tooze J. Introduction to Protein Structure. New York, NY: Garland Publishing. ISBN 0-8153-2305-0.
- Irwin H. Segel. Enzyme Kinetics: Behavior and Analysis of Rapid Equilibrium and Steady-State Enzyme Systems (Book 44 изд.). Wiley Classics Library. ISBN 0471303097.

## Spoljašnje veze
- CMP-N-acylneuraminate+phosphodiesterase на 